# Belvédère-Campomoro
Belvédère-Campomoro település Franciaországban, Corse-du-Sud megyében. Lakosainak száma 195 fő (2022. január 1.). Belvédère-Campomoro Grossa, Propriano és Sartène községekkel határos.

## Népesség
A település népességének változása:
| Lakosok száma | 90   | 106  | 128  | 159  | 158  | 166  | 165  | 161  | 159  | 195  |
|               | 1968 | 1982 | 1990 | 2006 | 2011 | 2016 | 2017 | 2019 | 2020 | 2022 |